# Pseudetaxalus
Pseudetaxalus is een kevergeslacht uit de familie van de boktorren (Cerambycidae). De wetenschappelijke naam van het geslacht werd voor het eerst geldig gepubliceerd in 1939 door Breuning.

## Soorten
Pseudetaxalus omvat de volgende soorten:
- Pseudetaxalus alboguttatus Breuning, 1939
- Pseudetaxalus angustus (Gahan, 1894)